# Армашенко (Наркіс)
Армашенко (Гармашенко) (чернече ім'я Наркіс; *1695, Київ — †1741, Санкт-Петербург) — викладач риторики, проповідник, ієромонах Києво-Печерської Лаври .

## Біографія
Походив з міщанської родини.
1704 вступив до Києво-Могилянської академії.
Закінчивши повний курс навчання, 1717 від архієпископа Чернігівського і Новгород-Сіверського А. Стаховського прийняв чернечий постриг.
1719 тим же архієпископом висвячений в сан ієродиякона. Ймовірно, викладав у Чернігівському колегіумі.
У Києво-Могилянській академії викладав риторику з 1719. Склав курс риторики «Liber septem Oratoriae difficultatibus sigillis munitus in gratiam consiliandi legentis ac considerantis [animorum] intus et foris conscriptus, hoc est ab extra decore, laude et dignitate, qua ab intra utilitatem rhetorum adornatus magnifica Tulli Severiensis dextera sedulae menti ad legendum et [utinandum] porrectus anno 1719» («Книга, запечатана сімома труднощами ораторського мистецтва, написана на втіху й пораду тим, хто читає і розмірковує всередині і зовні, тобто оздоблена зовні доречністю, похвалою і гідністю, а зсередини користю риторів; завдяки могутній десниці Сіверського Туллія для читання та вдосконалення старанного розуму видана року 1719»). На примірнику курсу, який зберігається в IP НБУВ, під заголовком збереглася примітка: «rhetoricos pater — reverendus Narcissus Har-maszenco» («батько риторики преосвященний Наркіс Гармашенко»), а на першій сторінці два написи: «Сию реторику выдал превелебый о(те)ц Наркисс Гармашенко, сродственник о(т)ца Феодосия Сморжевского» і «Его императорского пресветлаго Величества Войска Запорозкаго полковника Гадяцки и кавалера Македонски Михаил Милорадовичя».
1727 єпископ Бєлгородський і Обоянський Є. Тихорський висвятив Армашенка в ієромонахи Києво-Печерської Лаври. Тут він був одним з найкращих проповідників.
1731 ректор Московської слов'яно-греко-латинської академії Софроній Мигалевич звернувся до Синоду з проханням направити до академії проповідниками двох київських учителів і назвав кілька кандидатів, у їх числі з Києво-Печерської Лаври ієромонаха Армашенко та ієродиякона Г. Савицького. Обидва виїхали до Москви (1731).
1739 був запрошений архієпископом Великоновгородським і Великолуцьким А. Юшкевичем, проповідував у монастирях Новгорода, а з 1740 призначений проповідником при Новгородській семінарії.
1741, перебуваючи в Санкт-Петербурзі, несподівано захворів і помер, там і похований.

## Архіви
ІР НБУВ, ф. 312, №. 680